# Diplusodon retroimbricatus
Diplusodon retroimbricatus là một loài thực vật có hoa trong họ Lythraceae. Loài này được Koehne mô tả khoa học đầu tiên năm 1897.